# Madonna Tempi
Madonna Tempi és una pintura de l'artista renaixentista italià Raffaello Sanzio, que data de 1508. És una pintura a l'oli sobre taula amb unes dimensions de 75 centímetres d'alçada i 51 d'amplada. Es conserva en l'Alte Pinakothek de Múnic, Alemanya.
Aquesta Verge amb Nen va ser pintada per a la família Tempi. Posteriorment, va ser comprada per Lluís I de Baviera, en 1829. Es troba entre les obres de Raffaello Sanzio executades després del contacte del pintor amb l'art florentino.
La pintura expressa un fort sentiment d'ansiosa maternitat, enriquit per una gran consciència. Maria, la mare de Jesús, el sosté molt a prop d'ella i amb gran tendresa. Només té ulls per a ell, però el Nen mira a l'espectador, i d'aquesta manera ho atreu a l'escena íntima. El color ràpidament aplicat sobre el vel, on la pintura ha estat modelada amb pinzellades mentre encara estava humida, mostra a Raffaello usant materials amb major llibertat que en les seves pintures sobre taula precedents.
Les dues figures estan concebudes com un sol grup, i aquest fet domina l'impacte visual de l'escena. Els únic elements naturals són una tira de paisatge i el cel blau clar en el fons. El mantell inflat de la Verge pretén indicar moviment. La síntesi extrema dels camps de color indica la idealització de Raffaello sobre el tema. Però la necessitat del pintor de bellesa formal i realitat emocional en el tema tractat es reconcilien sobretot a través de la tendra relació entra la Mare i el Fill.